# Метаморфни шисти
Метаморфни шисти, кристалинни шисти – група метаморфни скали, отличаващи се с тънка слоеста структура с ориентирано разположение (шистозност) на минералите и наличието на редица минерали като слюди, кварц, фелдшпат и други силикати, а също така талк, графит, рудни минерали и други. По дефиниция метаморфните шисти се състоят от повече от 50% слоести и иглести минерали, редуващи се с кварц или фелдшпат, като обикновено кварцът преобладава по количество над фелдшпата. Най-често срещаната класификация на шистите е според техния минерален състав. В тези случаи най-често се използва доминиращият слоест скалообразуващ минерал. Примери са: мусковитов шист, биотитов шист, хлоритов шист и т.н. Понякога два или повече минерала могат да характеризират даден шист, а в други случаи определени минерали, индикативни за условията при които се е образувала метаморфната скала се използват (например: андалузитов шист, гранатов, или гранат-кианитов шист, и т.н.). Редица производни, целящи по-детайлно описание и подразделяне на описваните скали, са често срещани (гранат-съдържащ мусковит-биотитов шист).
Най-често срещаните в природата метаморфни шисти са продукт на метаморфизъм, наложен върху бивши седиментни скали, независимо от това дали скалата е претърпяла неколкократен метаморфизъм (полиметаморфна скала). При специфични условия на деформация и метаморфизъм е възможно кристалинни шисти да се образуват от магмени скали. Тези шисти се означават като ортошисти. Представката „орто“ се използва за характеризирането на метаморфни скали, образувани при метаморфизъм на магмени скали.

## Видове
- Зелени шисти. Зелен на цвят метабазит с шистозна текстура, изграден от хлорит, кварц, епидот, актинолит. Образувани са при промяната на базични или среднобазични магмени скали при ниска температура и ниско налягане. Срещат се в Западна Средна гора, Родопите и Странджа. Използват се в строителството.
- Сини шисти. Тъмно лилавосив на цвят шистозен метабазит. Рядко в образци притежава син цвят. Цветът се дължи на натриев амфибол (глаукофан)Na2(Mg3Al2)Si8O22(OH)2
- Слюдени и кварц-слюдени шисти. В зависимост от състава на изходната скала и от условията на промяна се образуват различни метаморфни скали. При ниска температура се образуват шисти, изградени от кварц, албит, слюди, серпентин, хлорит и др. Те биват биотитови, мусковитови, двуслюдени, а ако в състава им участва като главен минерал калцит-калкошисти. При висока степен на метаморфизъм в състава им участват гранат кианит, андалузит и др. и се различават шисти с наименованието на тези минерали. За шистите е характерно субпаралелното подреждане на люспестите и плочестите минерали. Зърната са ясно видими. В България шисти се разкриват в Родопите, Рила, Пирин, Средна гора. Те се използват като строителен материал.